# Анко Митараши (Наруто)
Анко Митараши (на японски: みたらし　アンコ) е измислена героиня от японското аниме и манга серии Наруто, създадени от Масаши Кишимото.
Анко е надзорникът за втория етап на Чуунинските изпити. Тя също е бивша ученичка на Орочимару и е от първите, които получават един от неговите прокълнати знаци. Тъй като Анко не изпитва желание за повече сила и мъст, необходими за да се подхранват знаците, тя никога не успява да го използва пълноценно и постепенно знакът престава да действа. По време на престоя си с Орочимару тя се научава как да призовава змии, които да ѝ помагат в битка. С времето Анко осъзнава, че Орочимару не го е грижа за нея и че само я използва. Тя решава да го изостави, но преди това той успява да изтрие спомените ѝ за времето прекарано с него. Сега Анко изпитва дълбока омраза към бившия си сенсей. Но по време на 7-ия сезон на анимето, Анко отива на мисия заедно с Наруто Узумаки, Шино Абураме и Ино Яманака в Земята на Морето, в чийто район се намира Орочимару. Нейните прокълнати знаци започват да ѝ причиняват болка и тя постепенно започва да си спомня за времето си прекарано с бившия ѝ сенсей.